# Organizacja samorządowa
Organizacja samorządowa – w rozumieniu polskiego kodeksu postępowania administracyjnego jest to rodzaj organizacji społecznej.
Do organizacji samorządowych nie należą jednostki samorządu terytorialnego, ich związki, związki metropolitalne oraz samorządowe osoby prawne.
Organizacje samorządowe dzieli się na:
- samorząd gospodarczy, w tym: 
  - izby gospodarcze (przemysłowo-handlowe)
  - powołany ustawą obowiązkowy ubezpieczeniowy samorząd gospodarczy (Polska Izba Ubezpieczeń)
  - samorząd gospodarczy rzemiosła
  - samorząd zawodowy niektórych przedsiębiorców (zrzeszenia handlu i usług oraz ich Naczelna Rada, zrzeszenia transportu)
  - samorząd rolniczy (izby rolnicze)
  - samorząd spółdzielczy (krajowe i regionalne spółdzielcze związki rewizyjne, Krajowa Rada Spółdzielcza)
- 17 samorządów ustanowionych dla 19 zawodów zaufania publicznego: adwokacki, radcowski, notarialny, komorniczy, rzecznikowski (rzeczników patentowych), lekarski (lekarzy i lekarzy dentystów), aptekarski (farmaceutów), pielęgniarek i położnych, lekarsko-weterynaryjny, fizjoterapeutów, architektów, inżynierów budownictwa, ratowników medycznych, diagnostów laboratoryjnych, biegłych rewidentów, doradców podatkowych, oraz psychologów
- sześć samorządów zawodów służby publicznej (sędziowski, prokuratorski, referendarski, kuratorski, ławniczy i ekspercki)
- samorząd załogi przedsiębiorstwa państwowego
- samorząd uczniowski, studencki i doktorancki